# Moncrivello
Moncrivello (piemontiul: Moncrivel vagy Moncravel) település Olaszországban, Vercelli megyében. Lakosainak száma 1373 fő (2023. január 1.). Moncrivello Borgo d’Ale, Borgomasino, Livorno Ferraris, Mazzè, Vische, Bianzè, Cigliano, Maglione és Villareggia községekkel határos.

## Népesség
A település népességének változása:
| Lakosok száma | 1414 | 1399 | 1373 |
|               | 2017 | 2018 | 2023 |